# Alex Bruce
Alex Stephen Bruce (Norwich, Inglaterra, 28 de septiembre de 1984) es un exfutbolista norirlandés que jugaba de defensa.
En marzo de 2020 rescindió su contrato con el Kilmarnock F. C. escocés. Esa sería su última experiencia como futbolista ya que en noviembre del mismo año, tras unos meses sin equipo, anunció su retirada.
Es hijo del entrenador y exjugador del Manchester United Steve Bruce.

## Selección nacional
Ha sido internacional en 2 ocasiones tanto con la selección de fútbol de Irlanda del Norte como con la selección de fútbol de la República de Irlanda.

## Clubes
| Club                                  | País       | Año       |
| ------------------------------------- | ---------- | --------- |
| Blackburn Rovers F. C.                | Inglaterra | 2004-2005 |
| Oldham Athletic A. F. C. (préstamo)   | Inglaterra | 2004-2005 |
| Birmingham City F. C.                 | Inglaterra | 2005-2006 |
| Oldham Athletic A. F. C. (préstamo)   | Inglaterra | 2005      |
| Sheffield Wednesday F. C. (préstamo)  | Inglaterra | 2005      |
| Tranmere Rovers F. C. (préstamo)      | Inglaterra | 2005      |
| Ipswich Town F. C.                    | Inglaterra | 2006-2010 |
| Leicester City F. C. (préstamo)       | Inglaterra | 2010      |
| Leeds United F. C.                    | Inglaterra | 2010-2012 |
| Huddersfield Town A. F. C. (préstamo) | Inglaterra | 2011      |
| Hull City A. F. C.                    | Inglaterra | 2012-2017 |
| Wigan Athletic F. C. (préstamo)       | Inglaterra | 2017      |
| Bury F. C.                            | Inglaterra | 2017      |
| Wigan Athletic F. C.                  | Inglaterra | 2017-2019 |
| Kilmarnock F. C.                      | Escocia    | 2019-2020 |